# Dawson megye (Montana)
Dawson megye az Amerikai Egyesült Államokban, azon belül Montana államban található. Megyeszékhelye és legnagyobb városa Glendive. Lakosainak száma 8940 fő (2020. április 1.). Dawson megye Richland, McCone, Prairie és Wibaux megyékkel határos.

## Népesség
A megye népességének változása:
| Lakosok száma | 8932 | 9010 | 9263 | 9445 | 9625 | 8940 |
|               | 2010 | 2011 | 2012 | 2013 | 2015 | 2020 |